# 關桂
關桂（？—？），本籍福建，清朝武官官員。行伍出身。

## 生平
關桂於1839年（道光19年）奉旨接替葉長春，於台灣地區擔任台灣北路協副將。而隸屬台灣鎮之下的此官職是台灣清治時期中的這階段，台南以北之台灣中南部及北部的駐地最高武官將領。